# Megerlia echinata
Megerlia echinata är en armfotingsart som först beskrevs av Fischer och Oelhert 1890.  Megerlia echinata ingår i släktet Megerlia och familjen Kraussinidae. Inga underarter finns listade i Catalogue of Life.

## Bildgalleri

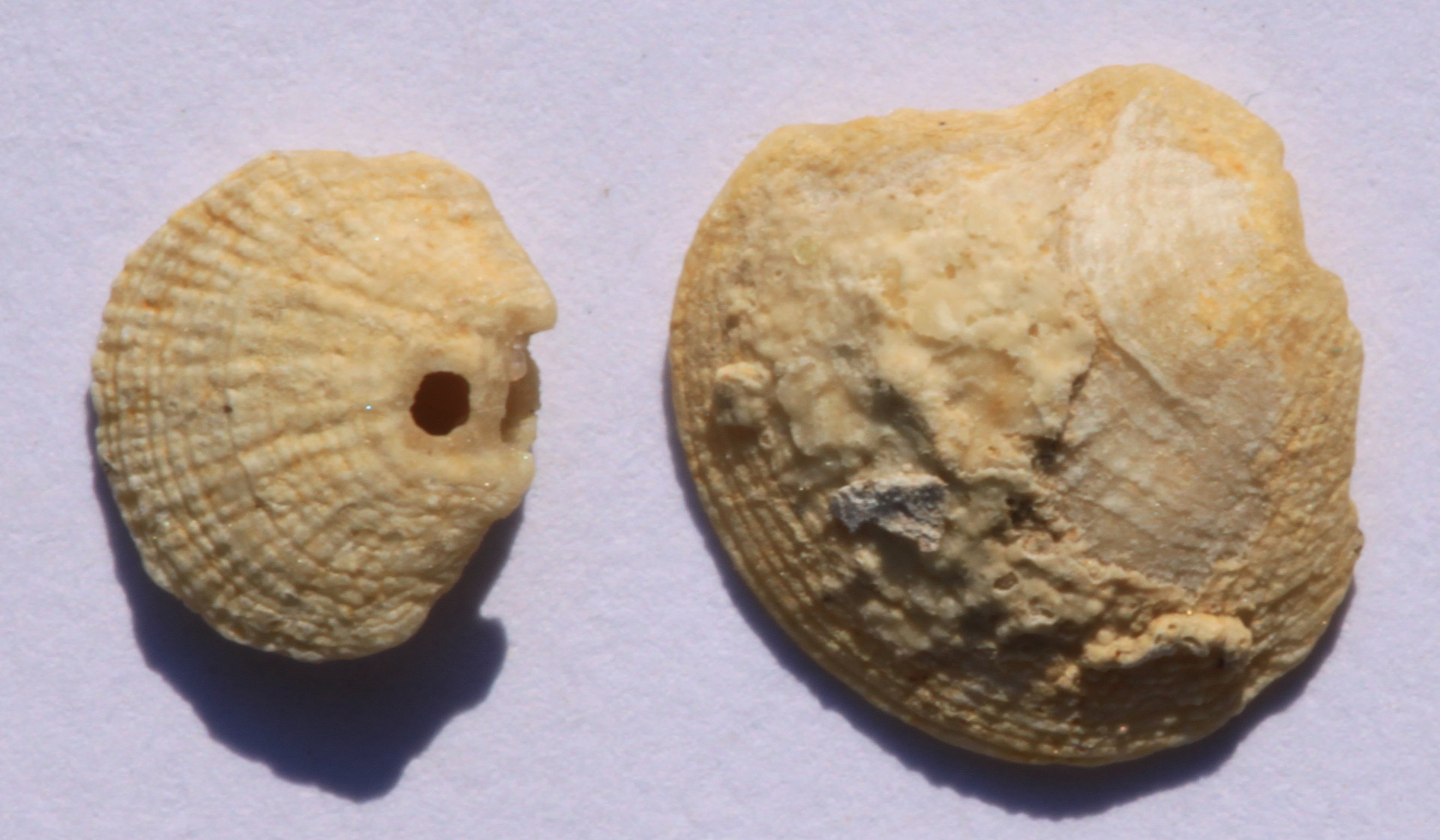
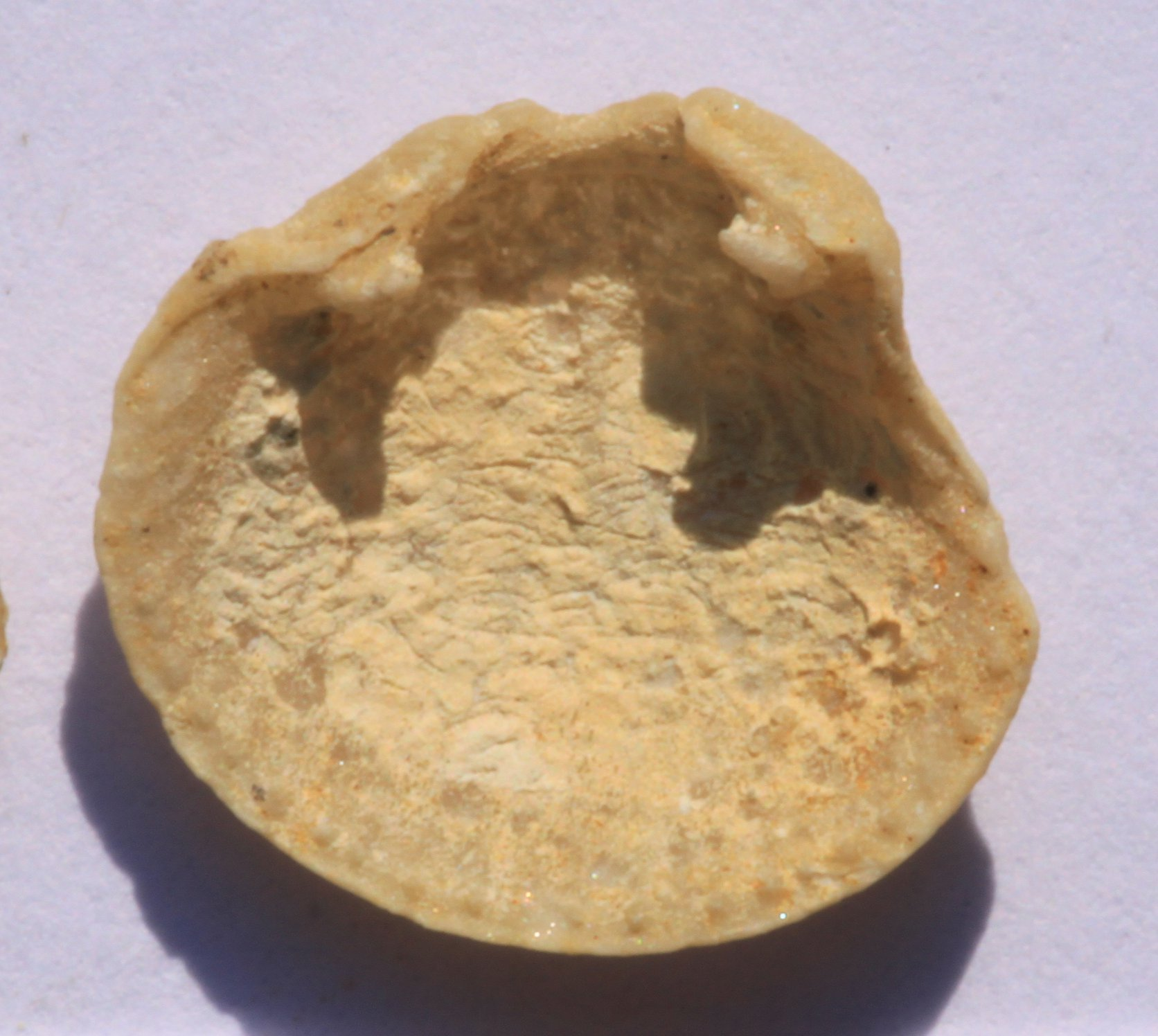
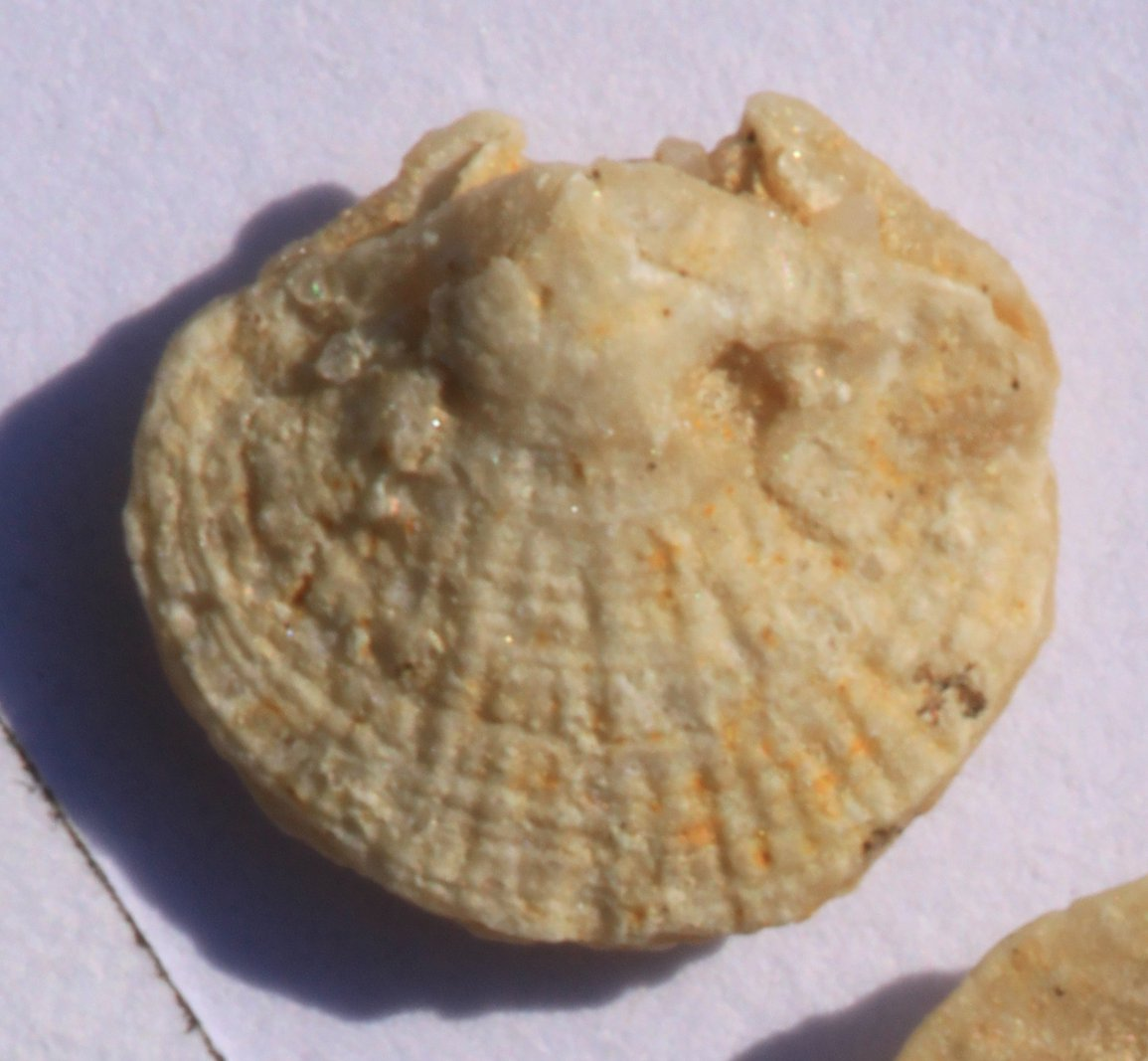